# Abdalelah Binali
Abdalelah Binali (8 augustus 1990) is een Saoedi-Arabisch boogschutter.

## Carrière
Binali speelde op drie wereldkampioenschappen in 2015, 2017 en 2019. Hij nam in 2019 deel aan de Aziatische Spelen. Hij nam ook deel aan het Olympisch testtoernooi voor de Olympische Zomerspelen in Tokio.